# Servi della carità
I Servi della Carità (in latino Congregatio Servorum a Charitate), detti anche Opera Don Guanella, sono un istituto religioso maschile di diritto pontificio: i membri di questa congregazione clericale, detti popolarmente Guanelliani, pospongono al loro nome la sigla S.d.C.

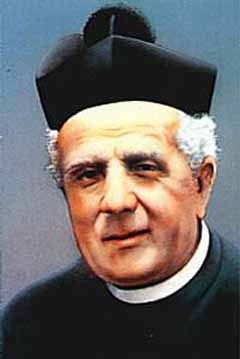
Il fondatore don Luigi Guanella

## Storia
La congregazione trae origine dalla "Casa della Divina Provvidenza" aperta a Como nel 1886 da don Luigi Guanella (1842-1915) per offrire assistenza ai bisognosi. Inizialmente Guanella gestì l'istituto insieme alle suore Figlie di Santa Maria della Divina Provvidenza; presto a lui si unirono anche alcuni sacerdoti che, con il passare del tempo, raggiunsero il numero di ventiquattro.
Dietro indicazione della Congregazione romana dei Vescovi e Regolari, il 24 marzo 1908 Guanella, assieme ad altri diciassette compagni, emise i voti semplici e perpetui dando formalmente inizio all'istituto.
La congregazione ricevette il pontificio decreto di lode il 15 agosto 1912 e le sue costituzioni vennero approvate definitivamente dalla Santa Sede il 16 luglio 1935.
Il fondatore è stato beatificato da papa Paolo VI il 25 ottobre 1964 e canonizzato da papa Benedetto XVI il 23 ottobre 2011.

## Attività e diffusione
I guanelliani si dedicano a tutte le opere di misericordia, particolarmente a favore dei disabili mentali, degli anziani e dei fanciulli.
Sono presenti in Europa (Italia, Polonia, Spagna, Svizzera), nelle Americhe (Argentina, Brasile, Cile, Colombia, Guatemala, Messico, Paraguay, Stati Uniti d'America), in Asia (India, Filippine, Israele, Vietnam) e in Africa (Repubblica Democratica del Congo, Ghana, Nigeria e Tanzania); e in Australia (Isole Salomon) la sede generalizia a Roma.
Al 31 dicembre 2005, la congregazione contava 76 case e 494 religiosi, 319 dei quali sacerdoti.